# 遠恋歌
「遠恋歌」（えんれんか）は、Sunyaの楽曲。自身が作詞・作曲を手掛けた。Sunyaの3枚目のシングルとしてKi/oon Recordsから発売された。

## 概要
本曲は、TBS系テレビ『ランク王国』2010年2・3月度 オープニングテーマ。tvk 『saku saku』 2010年3月度エンディングテーマ。テレビ東京『音風♪』エンディングテーマ。

## 収録曲

### CD
1. 遠恋歌 [4:24]
作詞：作曲：Sunya　編曲：BU-NI & Aki Hishikawa（菱川亜希）
2. フリムイテヨ…[5:13]
作詞：作曲：Sunya　編曲：板垣祐介
3. ありがとうの言葉 [4:50]
作詞：作曲：Sunya　編曲：泰輝（Taiki）
4. 遠恋歌 -Instrumental-